# Подросток (роман)
«Подро́сток» — роман Фёдора Михайловича Достоевского, начат в феврале 1874 и закончен в ноябре 1875 года. Впервые опубликован в 1875 году в журнале «Отечественные записки» с подзаголовком «Записки юноши». Предпоследний роман «пятикнижия Достоевского», в которое также входят «Преступление и наказание», «Идиот», «Бесы» и «Братья Карамазовы».
Современниками роман был раскритикован за «бесформенность» и «хаотичность», из-за чего он долгое время считался художественной неудачей. Многие современные критики и исследователи же считают роман одним из величайших романов Достоевского и одним из его самых недооценённых произведений.

## История создания
Замысел романа оформлялся в период редакторской работы писателя в журнале «Гражданин» и был связан как с опубликованными там публицистическими выступлениями, как с предшествующими неосуществлёнными планами, так и с некоторыми ранними произведениями («Двойник», «Маленький герой», «Записки из подполья») и зрелыми романами («Идиот», «Бесы»).
Свой четвёртый роман «великого пятикнижия» по просьбе Н. А. Некрасова Достоевский предоставил для публикации журналу «Отечественные записки», где он выходил на протяжении 1875 года.

## Сюжет
Главный герой романа, 19-летний подросток Аркадий Макарович Долгорукий, переезжает в Петербург после окончания гимназии. Он сразу же оказывается вовлечён в череду интриг и сложных взаимоотношений с родным отцом Андреем Петровичем Версиловым, связанных с положением незаконнорождённого Долгорукого. Долгорукий пытается воплотить «идею Ротшильда» — «цель не богатство материальное, а могущество». При этом главным в произведении Достоевский считал не проверку «идеи» Аркадия Долгорукого на прочность, а поиск им идеала. В романе писатель затрагивает проблему «отцов и детей», рассматривая её через взаимоотношения Долгорукого с Версиловым. Автор противопоставляет дворянина Версилова и дворового человека Макара Долгорукого — формального отца. Второй для автора становится символом понимания народной правды и идеи нравственного «благообразия», одной из основных идей романа.
Наряду с темой «отцов и детей», отражённой в «Бесах», на первый план выходит тема воспитания Подростка, поэтому литературоведы причисляют это произведение к роману воспитания.
В конце «Записок» (своего рода покаянной исповеди) герой пишет о неузнаваемом изменении «идеи Ротшильда»: «Но эта новая жизнь, этот новый, открывшийся передо мною путь и есть моя же „идея“, та самая, что и прежде, но уже совершенно в ином виде, так что её уже и узнать нельзя».
Герой становится секретарём у князя Николая Ивановича Сокольского, которому нравится Аркадий. Но потом он отказывается от сотрудничества с ним, так как дочь Сокольского Катерина Ахмакова обвинила Аркадия в шпионаже.
У Аркадия Макаровича вдруг оказывается два письма. В первом письме повествуется о том, что выигранный процесс Андрея Петровича с князьями Сергеем и Николаем Сокольскими может перейти не в его пользу. А во втором повествуется о том, что Ахмакова считает своего отца слабоумным.
Проходит два месяца, а между Долгоруким и Версиловым устанавливаются доверительные отношения.
Аркадию удаётся встретиться с юридическим отцом, Макаром Ивановым Долгоруким, старец остановился у Софьи Андреевны, матери Аркадия и Лизы. Когда Макар Иванович умирает, у Версилова есть возможность вступить в брак с Софьей Андреевной, но в нём вспыхивают чувства к дочери Николая Сокольского, а юноша ненавидит Ахмакову и ревнует.
Аркадий идёт к другу Ламберту, чтобы придумать что-нибудь против Катерины Ахмаковой, но позже раскаивается в содеянном.
В итоге Версилов остается с Софьей Андреевной, а родители убеждают Аркадия учиться.

## Основные персонажи
- Аркадий Макарович Долгорукий. Аркадию Долгорукому девятнадцать лет, автор называет его Подростком. Так воспринимают его все действующие лица романа. В черновиках к роману Аркадий говорит: «Все считают меня подростком»[9]. Он возражает против этого: «Какой я подросток! Разве растут в девятнадцать лет?»[10]; и одновременно апеллирует к «сану юности незащищённого подростка»[11]. Аркадий становится в обстоятельства, которые делают проблему выбора возможной и неизбежной[12]. Возможность — в его юности, незавершённости процесса становления; неизбежность — в том состоянии уже начавшегося распада его личности, морального и психического, который отмечает критическая сторона сознания самого героя. Неизбежность и в авторской решённости. Девятнадцатилетний возраст Аркадия в период описываемых им событий подчёркивается Достоевским уже к первым наброскам к роману. Существенно при этом, что, соотнося понятие «подросток» с девятнадцатью годами героя, автор отмечает несоответствие между его возрастом и традиционным толкованием возрастных границ определения «подросток». «Я бы назвал его подростком, если бы не минуло ему 19-ти лет»[13]. Обосновывая для себя право называть героя «подростком», Достоевский продолжает: «В самом деле, растут ли после 19 лет?», как бы споря со своим героем, и отвечает: «Если не физически, так нравственно»[14]. Характерно и следующее замечание Достоевского: «То, что его так запросто выписали, выслав ему деньги из Москвы тётки, объясняется его 19-ю годами: и церемониться нечего, и разговаривать не стоит»[15].
- Андрей Петрович Версилов, дворянин-помещик, настоящий отец Аркадия и Лизы. Один из центральных персонажей романа.
- Софья Андреевна Долгорукая, мать Аркадия и Лизы. Бывшая дворовая Версилова. Выдана замуж за дворового Макара Долгорукого, «выкуплена» у мужа Версиловым.
- Макар Иванович Долгорукий, бывший дворовый садовник Версилова, муж Софьи Андреевны, юридический отец Аркадия и Лизы. Странник, праведник, воплощает лучшие черты русского народа.
- Лиза Долгорукая, сестра Аркадия, невеста князя Сергея Сокольского.
- Татьяна Павловна Пруткова, помещица, дальняя родственница Версилова, «тетушка» Аркадия.
- Князь Николай Иванович Сокольский, отец Катерины Ахмаковой. Аркадий одно время исполняет обязанности секретаря в доме князя, становится близким ему человеком. Князь является ключевой фигурой в истории с письмом, написанным его дочерью.
- Катерина Николаевна Ахмакова, дочь князя Сокольского, молодая вдова генерала Ахмакова. Позже невеста барона Бьоринга. Одна из центральных фигур романа.
- Князь Сергей Сокольский, однофамилец князя Николая Сокольского. Представитель князей, с которыми судится из-за наследства Версилов. Жених Лизы Долгорукой.
- Анна Андреевна Версилова, дочь Версилова от брака с Фанариотовой.
- Андрей Андреевич Версилов, сын Версилова от брака с Фанариотовой.
- Тушар, хозяин пансиона в Москве, в котором учился Аркадий.
- Ламберт, «товарищ» Аркадия по пансиону Тушара, «открытый подлец и разбойник». Активный участник финальных сцен.
- Дарья Онисимовна (Настасья Егоровна), мать девушки-самоубийцы Оли. В третьей части романа ошибочно именуется Настасьей Егоровной, возможно по недосмотру автора и издателей[16].
- Крафт, участник кружка Дергачева, идейный самоубийца.
- Лидия Ахмакова, падчерица Катерины Николаевны Ахмаковой.
- Оля, дочь Дарьи Онисимовны, девушка-самоубийца.
- Марья Ивановна, хозяйка квартиры, в которой проживал сам Аркадий Долгорукий в Москве.

## Прототип пансиона Тушара
По окончании домашнего обучения старшие братья Михаил и Фёдор Достоевские в течение года посещали полупансион учителя Екатерининского и Александровского училищ Н. И. Драшусова на ул. Селезнёвской (дом не сохранился). Н. И. Драшусов преподавал Достоевским французский язык, его сын А. Н. Драшусов давал братьям уроки математики, а другой сын В. Н. Драшусов обучал их словесности.
Н. И. Драшусов до 1826 года носил фамилию Сушард. Полупансион Сушарда\Драшусова стал прототипом пансиона Тушара в романе Ф. М. Достоевского «Подросток». Вместе с Достоевскими учился мальчик, история которого будет использована писателем для создания сюжета романа: незаконнорождённый Аркадий Долгорукий становится предметом насмешек и унижений со стороны учителя и детей. И сам Тушар нарисован Достоевским в романе весьма неприглядно и комично: «маленьким, плотненьким», с происхождением из «парижских сапожников», «глубоко необразованным человеком». Сходство книжного Тушара и «настоящего» владельца пансиона подчёркивает даже одинаковый возраст обоих — 45 лет. Именно столько было Сушарду, когда в 1833 году он учил юного Достоевского.

## Экранизации
- Телевизионный фильм «Подросток» (1983) режиссёра Е. И. Ташкова. В гл. роли — Андрей Ташков.